# Jussie Smollett
Jussie Langston Mikha Smollett (* 21. června 1983, Santa Rosa, Kalifornie, Spojené státy americké) je americký herec, zpěvák a fotograf. Jako dítě se objevil v několika filmech, včetně Šampióni (1992) a Všude dobře, doma nejlíp (1994). Během let 2015 až 2019 hrál v seriálu Empire na stanici FOX . V roce 2017 se objevil ve filmu Vetřelec: Covenant.

## Životopis
Narodil se v Santa Rose v Kalifornii. Je synem Janet a Joela Smollettových. Má tři bratry a dvě sestry: Jake, Jocqui, Jojo, Jurnee a Jazze. Jeho otec je žid (jeho rodina emigrovala z Ruska a Polska) a jeho matka má africké, indiánské a irské předky.

## Kariéra
S hereckou kariérou začal jako dítě, objevil se ve filmech Šampióni (1992) a Všude dobře, doma nejlíp (1994). Po boku svých pěti sourozenců hrál v sitcomu On Our Own (1994-95) na stanici ABC .
V roc 2012 se vrátil k herectví s hlavní rolí v komediálním dramatu The Skinny. Později se objevil v seriálech The Mindy Project a Pomsta. V roce 2014 získal roli Jamala Lyona v seriálu Empire na stanici FOX .
Jussie je také zpěvák-textař; v roce 2012 vydal EP The Poisoned Hearts Club. V únoru 2015 bylo potvrzeno, že podepsal smlouvu s nahrávací společností Columbia Records na vydání alba. Podílel se na písničkách "I Wanna Love You" a "You're So Beautiful", které se objevily v seriálu a na soundtrackovém albu, které bylo vydáno v březnu 2015.
V červnu 2015 bylo oznámeno, že se objeví po boku své mladší sestry Jumee Smollett v televizní show Underground. V roce 2017 se objeví ve filmu Vetřelec: Covenant.

## Osobní život
V červnu 2015 se v show Ellen DeGeneres přiznal, že je gay.

## Falešný útok
29. ledna 2019 Smollett nahlásil úřadům, že byl napaden dvěma muži, kteří na něj pokřikovali "rasistické a homofobní urážky" a "This is MAGA country" (MAGA - Make America great again - je slogan Donalda Trumpa), uvázali mu kolem krku smyčku a polili ho neznámou tekutinou.
Nicméně později se ukázalo, že celý útok byl sehraný a "útočníky" si najal sám Smollett.. Dne 21. února byl Smollett zatčen a později odsouzen.

## Filmografie

### Film
| Rok  | Název                    | Role           | Poznámky                                                                   |
| ---- | ------------------------ | -------------- | -------------------------------------------------------------------------- |
| 1991 | A Little Piece of Heaven | Salem Bordeaux | TV film                                                                    |
| 1992 | Šampióni                 | Terry Hall     | Nominace - Young Artist Award v kategorii Nejlepší mladé obsazení ve filmu |
| 1994 | Všude dobře, doma nejlíp | Adam           |                                                                            |
| 2009 | Pitch This               | Mike           | krátký film                                                                |
| 2012 | The Skinny               | Magnus         |                                                                            |
| 2014 | Born to Race: Fast Track | Tariq          |                                                                            |
| 2014 | Ask Me Anything          | Nico Dempster  |                                                                            |
| 2017 | Vetřelec: Covenant.      | Ricks          |                                                                            |

### Televize
| Rok       | Název              | Role          | Poznámky                                    |
| --------- | ------------------ | ------------- | ------------------------------------------- |
| 1993      | Alex Haley's Queen | Simon         | mini-seriál                                 |
| 1993      | Coach              | Billy         | epizoda: "Piece o' Cake"                    |
| 1993-1994 | Kramaňonec         | Mike (hlas)   | 20 epizod                                   |
| 1994-1995 | On Our Own         | Jesse Jerrico | hlavní role, 20 epizod                      |
| 2012      | The Mindy Project  | Barry Stassen | epizoda: "Josh and Mindy's Christmas Party" |
| 2014      | Pomsta             | Jamie         | díl: „Ashes“                                |
| 2015–2019 | Empire             | Jamal Lyon    | hlavní role, 84 dílů                        |
| 2016      | Undergroud         | Josey         | 2 díly                                      |
| 2017      | Star               | Jamal Lyon    | díl: „The Winner Takes it All“              |
| 2018      | America Divided    | Sám sebe      | díl: „Whose History?“                       |